# Jean Weissenbach
Jean Weissenbach (Estrasburgo, 13 de fevereiro de 1946) é um GenéticaZgeneticista francês. É o atual diretor da Genoscope. É um dos pioneiros do sequenciamento de DNA e análise dos genomas.

## Publicações
- Weissenbach, Jean (maio de 2004). «Genome sequencing: differences with the relatives». England. Nature. 429 (6990): 353–5. PMID 15164045. doi:10.1038/429353a
- Weissenbach, J (2002). «Human genome project: past, present, future». Germany. Ernst Schering Res. Found. Workshop (36): 1–9. ISSN 0947-6075. PMID 11859560
- Weissenbach, J (dezembro de 1998). «Human genome mapping and sequencing: perspectives for toxicology». Netherlands. Toxicol. Lett. 102-103: 1–4. ISSN 0378-4274. PMID 10022225. doi:10.1016/S0378-4274(98)00267-7
- Weissenbach, J (agosto de 1998). «The Human Genome Project: from mapping to sequencing». GERMANY. Clin. Chem. Lab. Med. 36 (8): 511–4. ISSN 1434-6621. PMID 9806450. doi:10.1515/CCLM.1998.086
- Weissenbach, J (outubro de 1996). «Landing on the genome». United States. Science. 274 (5287). 479 páginas. ISSN 0036-8075. PMID 8927994. doi:10.1126/science.274.5287.479
- Weissenbach, J (março de 1997). «Mapping and human genome sequence program». FRANCE. Pathol. Biol. (em francês). 45 (3): 205–8. ISSN 0369-8114. PMID 9296064